# レオポルト・クロネッカー
レオポルト・クロネッカー（Leopold Kronecker, 1823年12月7日 - 1891年12月29日）は、ドイツの数学者である。リーグニッツ(現在のポーランド・レグニツァ)生まれ。ユダヤ系。

## 人物
裕福な家庭に生まれ、満ち足りた教育を受けた彼は、ヤコビ、ディリクレ、アイゼンシュタイン、クンマーといったドイツの先達の後に立って、また、パリ滞在中にエルミートなどの影響によって、群論、モジュラー方程式、代数的整数論、楕円関数、また行列式の理論において大きな業績を残した。
クロネッカーの名前は現在でも、クロネッカーのデルタ、クロネッカー積、クロネッカーの極限公式、クロネッカー＝ウェーバーの定理、クロネッカーの青春の夢などに見ることができる。

## 業績
主な業績に有限生成アーベル群の基本定理、クロネッカー・ウェーバーの定理、クロネッカーの青春の夢がある。
ベルリン大学では、同僚のワイエルシュトラスと長期にわたって反目しあっていた。また、クロネッカー自身の研究分野の近かったデーデキントの研究を雑誌に掲載しないこともあった。この他、数学基礎論の分野では、ゲオルク・カントールの集合論を攻撃したことで知られている。彼の、
「整数は神の作ったものだが、他は人間の作ったものである」(Die ganzen Zahlen hat der liebe Gott gemacht, alles andere ist Menschenwerk.)
という言葉は有名である。また、クロネッカーの青春の夢を解決することで、高木貞治は類体論を発展させることになった。
彼はもともと、既存の理論を単純化し、より洗練したものにすることに関心を抱いていたが、次第に先鋭化して、構成的で、有限の操作しか行わないような証明でなければ疑わしく感じるようになった。従って、彼にはボルツァーノ＝ワイエルシュトラスの定理（有界な実数列は収束する部分列を持つ）は認め難かった。さらには、整数から有限の演算を施して得られるような数でないものは、存在しないものとまでみなすようになる。彼は、リンデマンによる円周率 (π) の超越性の証明（1882年）を「美しいが、しかし意味のないものだ。何故なら超越数は存在しないのだから」と評している。カントールは、超越数が無限に存在することを証明したが、彼の立場からいえば、この結果は全く意味のないものだった。彼は自分の考えを行動に移す人物で、カントールらの論文を自分の雑誌に掲載することを拒否し、カントールやデーデキントらの実数に関する理論、更にはカントールの人格まで公然と非難した。カントールはこれにひどく傷付き、このことはカントールが後に精神的に不安定になる要因にもなった。
クロネッカーの見方は、決して全く独断的なものではなく、後にアンリ・ポアンカレやブラウアーが、数学をより直観に基づいて組み立てるべきだとする直観主義を発展させる基盤となった。アンドレ・ヴェイユの研究書では、晩年のクロネッカーがアイゼンシュタインの楕円関数論に着想を得て、独自の楕円関数論を展開しようとしていたことが指摘されている。
経済的には、学位取得後に、亡くなった伯父の銀行と農場を引き継いで経営に成功し、財政的にも成功させていた。
1853年の論文ではガロア理論を再整理して、五次方程式が代数的に解けないことの簡単な証明を与えており、五次方程式が代数的に解けない証明としてはこれが最も簡単なものとされているが、現在の数学史では忘れられている。
代数的整数論においてクロネッカーは哲学的な理由から受け入れられなかったリヒャルト・デーデキントのイデアル (環論)の理論の代替として、因子 (代数幾何学)の理論を導入した。デデキントのアプローチが一般的に採用されたことで、クロネッカーの理論は長い間無視されることになったが、彼の因子の理論は有用であることがわかり、20世紀に何人かの数学者によって復活させられた。
クロネッカーはまた、連続性の概念にも貢献し、無理数の形を実数で再構成した。解析学において、クロネッカーは同僚のカール・ワイエルシュトラスによる連続的でどこにも微分できない関数の定式化を否定した。

## 関連記事
- クロネッカー・ウェーバーの定理
- クロネッカーの極限公式
- クロネッカー積
- クロネッカーの定理
- クロネッカーのデルタ
- クロネッカーの補題
- クロネッカーの合同関係式
- en:Eisenstein–Kronecker number
- クロネッカー記号
- クロネッカーの代入
- クロネッカーの方法